# 엔하 디니
누르하야티 스리하르디니 시티 누카틴(Nurhayati Srihardini Siti Nukatin, 1936년 2월 29일 ~ 2018년 12월 4일)은 엔하 디니(Nh. Dini)라는 필명으로 널리 알려진 인도네시아의 작가이자 번역가이다. 자와섬의 전통을 살리면서도 선구적인 페미니즘 성향을 보이는 작품 세계로 유명하다. 작가로서는 주로 소설을 쓰는데, 공상적인 서술을 하기보다는 작가 자신의 경험에 크게 의존하여 주변에서 벌어지는 일을 바탕으로 자연스럽고 사실적인 묘사를 하는 경향이 있다. 대표작으로는 1973년의 장편 소설 《선상에서》(Pada Sebuah Kapal) 등이 있다.

## 생애
엔하 디니는 자와섬 중부의 스마랑에서 철도 공무원인 아버지 살료위 조요(Salyowi Joyo)와 어머니 시티 아미나(Siti Aminah) 사이에서 5남매의 막내로 태어났다. 1956년 고등학교를 졸업하고 자카르타에서 승무원 과정을 밟은 후 1957년부터 1960년까지는 국영 항공사 가루다 인도네시아 항공의 승무원으로 근무하다가 일본 고베에 체류 중 프랑스인 외교관 이브 코팽(Yve Coffin)과 결혼하였다. 그 후 외교관인 남편을 따라 일본, 캄보디아, 미국, 네덜란드 등으로 옮겨 다니다 1972년부터 1984년까지 파리에 정착하여 생활하였다. 1984년 남편과 이혼한 후에는 고국으로 돌아와 살면서 1986년부터 욕야카르타에 비영리 어린이 도서관을 설립하여 오랫동안 운영하면서 어린이들의 독서와 작문을 지도하였다.
작가로서의 경력은 고등학교 2학년 시절 문예지 《키사》(Kisah)에 〈반항자〉(Pendurhaka)라는 단편을 발표하면서부터 시작하였다. 엔하 디니는 고등학교를 졸업한 1956년의 첫 단편집 《두 개의 세상》(Dua Dunia)부터 2008년에 출판한 《아르장퇴유: 홀로서기의 삶》(Argenteuil: Hidup Memisahkan Diri)까지 총 30권의 작품을 써서 출판하였으며, 생텍쥐페리의 《어린 왕자》를 비롯한 프랑스 문학 작품을 인도네시아어로 번역하는 등 작가이자 번역가로서 활발히 활동하였다.
엔하 디니는 활발한 작품 활동으로 여러 문학상을 받았다. 대표적인 엔하 디니의 수상 경력으로는 1963년의 단편 〈눈의 오두막에서〉(Di Pondok Salju)로 받은 《문학》(Sastra) 지의 단편 부문 우수상, 1987년 프랑스국제방송-르몽드 공동주최 문예대회 최고 작품상, 1989년 인도네시아 교육부의 문학 부문 예술상, 2003년 동남아시아 작가상 등이 있다.

## 참고 문헌
- 아시아 편집부 엮음, 계간 《아시아》 제18호, 아시아출판사, 2010.